# Grafschaft Haag

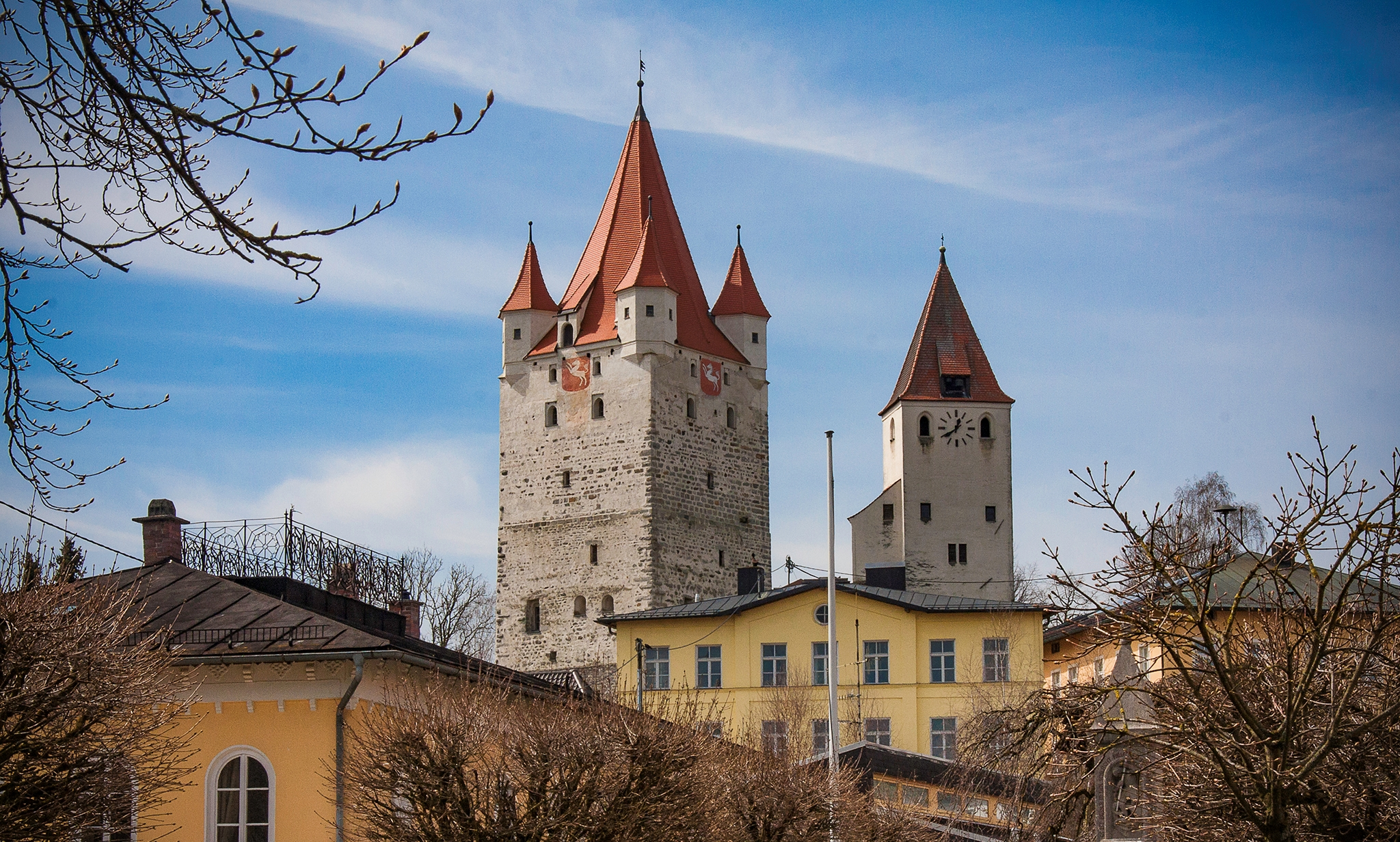
Burg Haag

Die Grafschaft Haag war ab 1509 eine Freie Reichsgrafschaft auf dem Gebiet der heutigen Landkreise Mühldorf, Erding, Rosenheim und Ebersberg. Sie fiel 1567 an die Wittelsbacher und war in die fünf Ämter Albaching, Mering, Kirchdorf, Schwindau und Rieden gegliedert. Zudem umfasste sie die Hofmarken Hampersberg, Schönbrunn, Armstorf, St. Wolfgang und Preisendorf.

## Geschichte
Der Ort Haag wurde erstmals um das Jahr 980 als Sitz des freien Herrengeschlechts „de Haga“ erwähnt. Es ist nicht bekannt, über welche Herrschaftsrechte die Familie damals verfügte.
Um 1200 ging die Herrschaft an die Familie der Gurren von Kirchdorf (benachbartes Pfarrdorf) über, die sich „Gurren von Haag“ nannten. Vermutlich entstanden damals die unteren Geschosse des Wohnturmes der Burg Haag.
Der Aufstieg der Herrschaft zu einer Reichsgrafschaft fand unter einem Familienzweig des Geschlechtes der Fraunberger statt. Im Jahr 1245 wurde Haag nach dem Aussterben der Gurren von Haag von Kaiser Friedrich II. an Sigfrid von Fraunberg übertragen. Gleichzeitig wurde dem „Comitat Haag“ die Hohe Gerichtsbarkeit als Reichslehen bestätigt. Im Jahre 1324 gewährte Kaiser Ludwig IV. dem Ort Haag „zu dem Hage“ das Marktrecht. Georg III. von Fraunberg führte 1421 bis 1422 einen Kriegszug gegen das Herzogtum Bayern-Landshut (den „Ochsenkrieg“), der aber keine erkennbaren Erfolge brachte.
1465 wurden die Fraunberger von Reichslehensträgern zu Reichsfreiherrn mit Reichsstandschaft und Zollrecht erhoben. Diese Standeserhöhung wurde durch den Ausbau der Burg Haag zu einem modernen, festen Schloss sichtbar. 1509 avancierte die Familie zu erblichen Reichsgrafen. Die so gebildete Reichsgrafschaft Haag war umschlossen vom Herzogtum/Kurfürstentum Bayern; lediglich im Westen war die Herrschaft Burgrain, die zum Hochstift Freising gehörte.
Nach dem Tod des letzten Fraunbergers, Graf Ladislaus von Fraunberg-Haag, wurde der bayerische Herzog Albrecht V. 1567 mit Haag belehnt. Dessen Sohn Herzog Wilhelm V. schenkte die Grafschaft 1588 seinem Bruder Ferdinand von Bayern anlässlich dessen morganatischer Eheschließung mit Maria Pettenbeck, die von dort stammte. Ihre Nachkommen bildeten die wittelsbachische Seitenlinie der Grafen von Wartenberg, welche 1736 erlosch. 1596 kam es zum Haager Bauernaufstand, an dem sich alle 1500 Bauern beteiligten, welche die Wiederherstellung der alten Grafschafter Rechte forderten. Der Aufstand wurde niedergeschlagen. Trotzdem blieb Haag bis 1804 eine bayerisch dominierte „Freie, den bayrischen Kurlanden nicht eingegliederte Reichsgrafschaft“. Kurfürst Maximilian I. gab sie 1650 seinem Bruder Albrecht von Bayern, im Tausch gegen die Landgrafschaft Leuchtenberg, die dieser erheiratet hatte, und die der Kurfürst seinem zweiten Sohn Maximilian Philipp Hieronymus geben wollte. Seit 1666 war die Grafschaft im persönlichen Besitz der bayerischen Kurfürsten.
1777 wurde die Grafschaft im Bayerischen Erbfolgekrieg vom Kaiser dem Andreas Hadik von Futak, Feldmarschall und Präsident des Wiener Hofkriegsrates, unterstellt. Dabei blieb es, bis zum Kriegsende mit dem Frieden von Teschen 1779. Erst mit der Mediatisierung 1804 kam die Grafschaft Haag staatsrechtlich endgültig an das Kurfürstentum Bayern.